# Municipio de Weaubleau
El municipio de Weaubleau (en inglés: Weaubleau Township) es un municipio ubicado en el condado de Hickory en el estado estadounidense de Misuri. En el año 2010 tenía una población de 903 habitantes y una densidad poblacional de 9,12 personas por km².

## Geografía
El municipio de Weaubleau se encuentra ubicado en las coordenadas 37°52′10″N 93°31′28″O / 37.86944, -93.52444. Según la Oficina del Censo de los Estados Unidos, el municipio tiene una superficie total de 99.04 km², de la cual 98,29 km² corresponden a tierra firme y (0,76 %) 0,75 km² es agua.

## Demografía
Según el censo de 2010, había 903 personas residiendo en el municipio de Weaubleau. La densidad de población era de 9,12 hab./km². De los 903 habitantes, el municipio de Weaubleau estaba compuesto por el 96,46 % blancos, el 0,11 % eran afroamericanos, el 0,78 % eran amerindios, el 1 % eran de otras razas y el 1,66 % eran de una mezcla de razas. Del total de la población el 1,66 % eran hispanos o latinos de cualquier raza.